# Кандиана
Кандиана (итал. Candiana) — коммуна в Италии, располагается в провинции Падуя области Венеция.
Население составляет 2451 человек, плотность населения составляет 111 чел./км². Занимает площадь 22 км². Почтовый индекс — 35020. Телефонный код — 049.
Покровителем населённого пункта считается Архангел Михаил. Праздник ежегодно празднуется 29 сентября.